# Ouazguita
Ouazguita (franska: Ouazguita (CR), Ouazguita (Commune Rurale), arabiska: للا تكركوست) är en kommun i Marocko.   Den ligger i provinsen Al Haouz och regionen Marrakech-Safi, i den centrala delen av landet, 300 km söder om huvudstaden Rabat. Antalet invånare är 6 133.